# Rången, Jämtland
Rången är en sjö i Bräcke kommun i Jämtland och ingår i Ljungans huvudavrinningsområde. Sjön har en area på 0,472 kvadratkilometer och ligger 388,3 meter över havet. Rången ligger i Helvetesbrännan (norra) Natura 2000-område.

## Delavrinningsområde
Rången ingår i det delavrinningsområde (694436-147675) som SMHI kallar för Utloppet av Rången. Medelhöjden är 413 meter över havet och ytan är 4,31 kvadratkilometer. Det finns inga avrinningsområden uppströms utan avrinningsområdet är högsta punkten. Vattendraget som avvattnar avrinningsområdet har biflödesordning 5, vilket innebär att vattnet flödar genom totalt 5 vattendrag innan det når havet efter 137 kilometer. Avrinningsområdet består mestadels av skog (85 procent). Avrinningsområdet har 0,48 kvadratkilometer vattenytor vilket ger det en sjöprocent på 11 procent.